# С́
Cette page contient des caractères spéciaux ou non latins. S’ils s’affichent mal (▯, ?, etc.), consultez la page d’aide Unicode.
Esse accent aigu (capitale С́, minuscule с́) est une lettre de l’alphabet cyrillique utilisée dans l’écriture du monténégrin.

## Représentations informatiques
Le esse accent aigu peut être représenté avec les caractères Unicode suivants (cyrillique, diacritique), :
| formes    | représentations | chaînes de caractères | points de code | descriptions                                             |
| --------- | --------------- | --------------------- | -------------- | -------------------------------------------------------- |
| capitale  | С́               | С◌́                    | U+0421 U+0301  | lettre majuscule cyrillique esse diacritique accent aigu |
| minuscule | с́               | с◌́                    | U+0441 U+0301  | lettre minuscule cyrillique esse diacritique accent aigu |